# Jozef Verbert
Jozef Verbert (Mechelen, 22 december 1899 - Leeuwarden, 15 augustus 1954) was een Belgisch politicus voor de BWP / BSP. 

## Levensloop
Verbert was maatschappelijk assistent en secretaris van een ziekenkas. Hij was gemeenteraadslid van Mechelen van 1932 tot 1945. Hij werd ook voorzitter van de Mechelse afdeling van de BSP.
Van 1945 tot 1949 was hij directeur bij het Rijksinstituut voor Ziekte- en Invaliditeitsverzekering.
Hij werd in 1949 verkozen tot socialistisch senator voor het kiesarrondissement Mechelen-Turnhout en vervulde dit mandaat tot aan zijn dood.